# باب بروکلبانک
باب بروکلبانک (انگلیسی: Bob Brocklebank؛ ۸ آوریل ۱۹۰۸ – September 1981) بازیکن فوتبال اهل بریتانیا بود.
از باشگاه‌هایی که در آن بازی کرده‌است می‌توان به باشگاه فوتبال استون ویلا و باشگاه فوتبال برنلی اشاره کرد.